# Тузі (Росія)
Тузі́ (рос. Тузи, чув. Туçи) — присілок у складі Маріїнсько-Посадського району Чувашії, Росія. Входить до складу Аксарінського сільського поселення.
Населення — 21 особа (2010; 48 у 2002).
Національний склад:
- чуваші — 98 %